# (612243) 2001 QR322
(612243) 2001 QR322 は、2001年にDeep Ecliptic Surveyによる観測で発見された太陽系外縁天体である。以前は海王星に先行するL4ラグランジュ点に存在する、力学的に安定したトロヤ群小惑星であるとされていたが、現在では海王星のトロヤ群小惑星とは見做されていない。2022年3月28日に小惑星センター (MPC) が発行した小惑星回報「M.P.C. 139893」にて小惑星番号612,243番が付与された。
地球から見た時の視等級が22.5等級であることを基にすると直径は 140 km となるが、宇宙物理学者の Robert Johnston はボンドアルベドを 0.058 として、直径を 132 km としている。海王星のトロヤ群小惑星として現在認められている太陽系外縁天体は全て (612243) 2001 QR322 より後に発見されたもので、カーネギー研究所のスコット・S・シェパードとチャドウィック・トルヒージョによると海王星は木星の20倍以上のトロヤ群小惑星を持つ可能性があるとされる。

## 力学的安定性
力学的安定性に関する初期の研究では、限られた観測弧（Observation arc）から求められたわずか数個の軌道要素の不確定要素に広がる少数のテスト粒子を利用しており、多くのテスト粒子が50億年の間に渡ってトロヤ軌道に維持されているため、(612243) 2001 QR322 は非常に安定した軌道にあるとされた。その後、海王星トロヤ群の安定性は単純に想定された。
より近年の研究では、長い観測弧から導かれた6個の軌道要素で不確定要素 3σ の範囲に広がる数多いテスト粒子が利用されており、以前考えられていたよりもはるかに安定性が低いと見積もられ、想定されたテスト粒子は指数関数的に海王星のトロヤ群小惑星の軌道から逸脱していき、5億5300万年でその半分が失われると計算されている。更なる観測で (612243) 2001 QR322 の軌道が安定した状態にあるか不安定な状態にあるかの判断に繋がるとされていたが、2016年に (612243) 2001 QR322 の軌道の安定性を分析した結果、海王星のトロヤ群小惑星として力学的には安定する領域と不安定になる領域の境界付近に位置しているとするプレプリントが公表されている。以前は小惑星センター (MPC) による海王星のトロヤ群小惑星の一覧にも登録されていたが、2024年10月時点では掲載されていない。
こうした海王星のトロヤ群小惑星の安定性は太陽からの軌道長半径に強く依存しており、30.30 au 以上で非常に安定している。一方で他の軌道要素への依存は低い。これらの原因は、大きな軌道長半径の場合、秤動が 70° までと大きな振幅を持っており、トロヤ軌道と土星、天王星、海王星の第二共鳴で不安定化しているためである。永年共鳴は力学的安定性に貢献していないことが判明している。